# Gasponia gaurani
Gasponia gaurani är en skalbaggsart som beskrevs av Leon Fairmaire 1892. Gasponia gaurani ingår i släktet Gasponia och familjen långhorningar.
Artens utbredningsområde är:
- Djibouti.
- Kenya.

Inga underarter finns listade i Catalogue of Life.